# Conceição das Pedras
Conceição das Pedras is een gemeente in de Braziliaanse deelstaat Minas Gerais. De gemeente telt 2.821 inwoners (schatting 2009).